# Beijing U5
 (février 2023).
La Beijing U5 ou auparavant nommée la Senova D50 est un modèle de berline compacte produite par BAIC sous la marque Senova (Shenbao 绅宝) et plus tard Beijing. La version électrique s'appelle EU5 et a été baptisée BJEV ou BAIC EU5 avant d'être rebaptisée Beijing EU5. Les U5 et EU5 ont tous deux fait peau neuve en 2021 et ont été renommés U5 plus et EU5 Plus.

## Première génération (2014-2017)
Dévoilé à l'origine sous le nom de Beijing Auto C50E, la Senova D50 de première génération avait fait ses débuts au salon de l'automobile de Pékin de 2014 et a été lancé sur le marché automobile chinois au second semestre de la même année. La C50E devait être vendue sous la marque Senova, la désignation d'origine étant la D150. Les prix de la D50 vont de 74 800 yuans à 119 800 yuans. La D50 est propulsée par un moteur à essence 163 ch et 225 nm de 1,5L fabriqué par Shenyang Mitsubishi. Le moteur est accouplé à une boîte manuelle à 5 rapports ou une CVT.
|                      |
| Senova D50 vue avant |

|                        |
| Senova D50 vue arrière |

### BJEV EU260/EU400 (version électrique)
À l'origine nommée Beijing Auto Senova EV300, la voiture électrique basée sur la berline Beijing Auto Senova D50 a ensuite été renommée EU sous la marque BJEV. Beijing Auto a présenté en avant-première un concept car EV300 au salon de l'automobile de Shanghai en 2015. La Senova EV300 est propulsée par un moteur électrique produisant 136 ch et 240 nm, l'autonomie électrique est d'environ 200 kilomètres. L'EU260 EV a fait ses débuts au salon de l'auto de Guangzhou 2015 en Chine. Après le changement de marque, l'EU260 est fabriquée par BAIC BJEV, une filiale de Beijing Auto Industry Corporation (BAIC) qui fabrique des voitures électriques. La série EU comprend deux niveaux de finition différents avec une autonomie électrique différente, notamment la BJEV EU400 et la BJEV EU260, la BJEV EU400 étant abandonné après le lancement de la deuxième génération de D50,.
|                      |
| BJEV EU260 vue avant |

|                        |
| BJEV EU260 vue arrière |

## Deuxième génération (depuis 2018)
La deuxième génération de la Beijing Auto Senova D50 a été dévoilée au Salon de l'auto de Shanghai 2017 en avril 2017, avec le lancement initial sur le marché prévu en juin 2017. Cependant, le lancement de la deuxième génération de la Beijing Auto Senova D50 pour le marché automobile chinois a ensuite été reporté au 8 novembre avec des prix allant de 67 900 yuans à 96 900 yuans. La puissance de la D50 de deuxième génération provient d'un moteur essence quatre cylindres en ligne de 1,5L développant 116 ch et 147 Nm couplé à une boîte de vitesses manuelle à 5 rapports ou à une boîte de vitesses automatique CVT. Un moteur à essence turbo à quatre cylindres en ligne de 1,5L produisant 150 ch ou 110 kW et 210 Nm a été ajouté plus tard.

À partir de 2020, le modèle de deuxième génération a ensuite été renommé Beijing U5 après le renouveau de la marque Beijing.
|                         |
| Senova D50 II vue avant |

|                           |
| Senova D50 II vue arrière |

### Beijing U5 Plus
La U5 fait un lifting en 2021, alors appelée U5 Plus. La Beijing U5 Plus a fait ses débuts lors du Salon de l'auto de Shanghai en 2021 avec un avant légèrement révisé et un arrière entièrement repensé. L'intérieur est équipé d'un écran de 7 pouces sur la console centrale et d'un écran de tableau de bord haute résolution de 12,3 pouces.

La puissance de la U5 Plus est un moteur de 1,5L produisant 118 ch et 148 Nm ou un moteur turbo de 1,5L produisant 152 ch et 210 Nm. Les options de transmission comprennent une transmission manuelle à 5 vitesses, une transmission manuelle à 6 vitesses et une boîte de vitesses CVT.
|                           |
| Beijing U5 Plus vue avant |

|                             |
| Beijing U5 Plus vue arrière |

### Beijing BJEV EU5 (version électrique)
Tout comme la Beijing Auto Senova D50 de première génération, la D50 de deuxième génération a également engendré une version électrique fabriquée et vendue sous la marque BJEV. La version électrique de la D50 de seconde génération a également été vendue dans le cadre de la série EU, et cette fois, elle a été vendue aux côtés de la EU260 basé sur la D50 de première génération en tant que la EU5 remplaçant la EU400 également basé sur la D50 de première génération.
|                    |
| BJEV EU5 vue avant |

|                      |
| BJEV EU5 vue arrière |

#### Rebadge de 2020
À partir de 2020, à la suite du changement de nom de la marque en Beijing, la BJEV EU5 a été renommée avec la marque tandis que le nom reste inchangé, s'intégrant dans la gamme de berlines U en tant que variante électrique de la berline Beijing U5. Le Beijing EU5 est proposé en 8 niveaux de finition avec 3 versions d'autonomie de 416 km (258,490415872 mi), 460 km (285,83074832 mi), et 501 km (311,306967192 mi) . Les prix varient de 132 900 yuans à 161 900 yuans. L'EU5 est propulsé par un seul moteur électrique de 218 ch et 300 Nm de couple.
|                       |
| Beijing EU5 vue avant |

|                         |
| Beijing EU5 vue arrière |

#### Beijing EU5 Plus (2021)
La Beijing EU5 a reçu un lifting lors de l'Auto Shanghai 2021, sous le nom de EU5 Plus. Le lifting arbore un port de charge qui réside désormais dans un garde-boue avant au lieu du carénage avant. D'autres modifications de conception liés au lifting de la version à essence U5 Plus se situent dans les zones du couvercle du coffre, des feux arrière plus minces et des phares en forme de C avec des détails arrondis. La cabine EU5 Plus comprend deux écrans tactiles, des sièges redessinés, un volant restylé, des déflecteurs d'air et un système HVAC.
|                            |
| Beijing EU5 Plus vue avant |

|                              |
| Beijing EU5 Plus vue arrière |